# (4748) Tokiwagozen
(4748) Tokiwagozen es un asteroide perteneciente al cinturón de asteroides, descubierto el 20 de noviembre de 1989 por Kenzo Suzuki y el también astrónomo Takeshi Urata desde el Toyota Observatory, Japón.

## Designación y nombre
Designado provisionalmente como 1989 WV. Fue nombrado Tokiwagozen en homenaje a Tokiwa Gozen concubina de Yoshimoto y madre del general samurái Yoshitsune. Fue capturada por los Heike durante la batalla de Heiji en el año 1159 y fue concubina del samurái Kiyomori a cambio de la vida de sus hijos.

## Características orbitales
Tokiwagozen está situado a una distancia media del Sol de 2,743 ua, pudiendo alejarse hasta 2,900 ua y acercarse hasta 2,586 ua. Su excentricidad es 0,057 y la inclinación orbital 16,31 grados. Emplea 1659 días en completar una órbita alrededor del Sol.

## Características físicas
La magnitud absoluta de Tokiwagozen es 11,5. Tiene 11,938 km de diámetro y su albedo se estima en 0,349. Está asignado al tipo espectral S según la clasificación SMASSII.